# Baetidae
I Betidi (Baetidae Leach, 1815) sono una famiglia di insetti dell'ordine Ephemeroptera.
La famiglia comprende circa 900 specie di efemerotteri (più comunemente conosciute come effimere) lunghe da 0,3 a 1,4 cm. Questi insetti sono di colore marrone chiaro o scuro o nero, con segni di colore giallastro o grigio. Le ali anteriori sono di forma allungata e arrotondata, ed in alcune specie quelle posteriori sono piccole o assenti.

## Ciclo biologico
Le uova sono deposte in acqua. Le ninfe, di forma aerodinamica, buone nuotatrici, si cibano di alghe trovate sul fondo o sulla superficie dell'acqua.

## Distribuzione
In tutto il mondo, in torrenti, fiumi, stagni, laghi.
I betidi vivono in zone più fresche e più in altitudine rispetto a tutte le altre effimere.

## Tassonomia
Ne esistono circa 900 specie, suddivise in un centinaio di generi.
I generi presenti in Europa sono:
- Acentrella
- Baetis
- Baetopus
- Centroptilum
- Cloeon
- Procloeon
- Pseudocentroptiloides